# Tsunetami Fukuda
Tsunetami Fukuda (jap. 福田 恒民, Fukuda Tsunetami; * um 1940) ist ein japanischer Jazzposaunist des Dixieland.
Tsunetami Fukuda spielte in den frühen 1960er-Jahren bei Muneyoshi Nishiyo and Blacksmith and His Boys, mit dem erste Aufnahmen entstanden (Original Dixieland Sound Vol. 1). Als Mitglied der New Orleans Rascals wirkte er an den Aufnahmen von George Lewis in Japan mit und tourte in den Vereinigten Staaten; dabei kam es 1966 zu Auftritten der New Orleans Rascals mit Kid Sheik Cola, Jim Robinson, Big Bill Bissonnette und Sammy Rimington.  Er gehörte bis in die frühen 2010er-Jahre den New Orleans Rascals an; außerdem nahm er mit Akira Tsumura/Don Ewell, Yoshio Toyama und mit Keith Smith and The Magnolia All Star Band auf. Im Bereich des Jazz listet ihn Tom Lord zwischen 1962 und 2000 bei 103 Aufnahmesessions.